# Эйбел, Говард
Говард Эйбел (англ. Howard Aibel; род. 1942, Нью-Йорк) — американский пианист, музыкальный критик и педагог.

## Биография
Начал учиться музыке у своей матери, дебютировал на концертной сцене в шестилетнем возрасте, в 12 лет выступил в Карнеги-холле. В 1958 г. стал одним из лауреатов конкурса Гильдии концертных исполнителей (CAG), в 1959 г. выиграл Наумбурговский конкурс молодых исполнителей. Окончил Джульярдскую школу, фортепианный класс Розины Левиной, был её ассистентом. Затем продолжил образование в Риме в Национальной академии Санта-Чечилия, в 1961 г. занял второе место на Международном конкурсе имени Бузони.
Преподавал самостоятельно в Школе искусств Северной Каролины и Университете Северной Айовы, совмещая преподавание с концертной деятельностью, в том числе в составе Международного трио. Вместе с сыном, дирижёром Энтони Эйбелом, основал в Интернете Нью-Йоркское концертное обозрение (англ. New York Concert Review), рецензирующее концерты академической музыки в Нью-Йорке и окрестностях.